# 유회 (음평희후)
유회(劉回, ? ~ ?)는 전한 말기의 제후로, 초효왕의 아들이다.

## 행적
양삭 2년(기원전 23년), 음평후(陰平侯)에 봉해졌다. 시호를 희(釐)라 하였고, 아들 유시가 작위를 이었다.

## 출전
- 반고, 《한서》 권15하 왕자후표 下

## 가계
- 초효왕 유오
  - 음평희우 유회
    - 음평후 유시
    - 증향후 유비

| 선대 (첫 봉건) | 전한의 음평후 기원전 23년 ~ ? | 후대 아들 유시 |